# Aire d'attraction de Valence (Tarn-et-Garonne)
Pour les articles homonymes, voir Aire d'attraction de Valence.
L'aire d'attraction de Valence est un zonage d'étude défini en octobre 2020 par l'Insee pour caractériser l’influence de la commune de Valence sur les communes environnantes.

## Définition
L’aire d’attraction d'une ville est composée d’un pôle, défini à partir de critères de population et d’emploi ainsi que d’une couronne constituée des communes dont au moins 15 % des actifs travaillent dans le pôle. Le pôle d’attraction constitue ainsi un point de convergence des déplacements domicile-travail,.

## Type et composition
L’aire d'attraction de Valence est une aire inter-régionale qui comporte 16 communes : 15 situées en Tarn-et-Garonne et 1 en Lot-et-Garonne (Grayssas).
Elle est catégorisée dans les aires de moins de 50 000 habitants, une catégorie qui regroupe 16,6 % de la population d'Occitanie et 12,2 % au niveau national.

### Carte

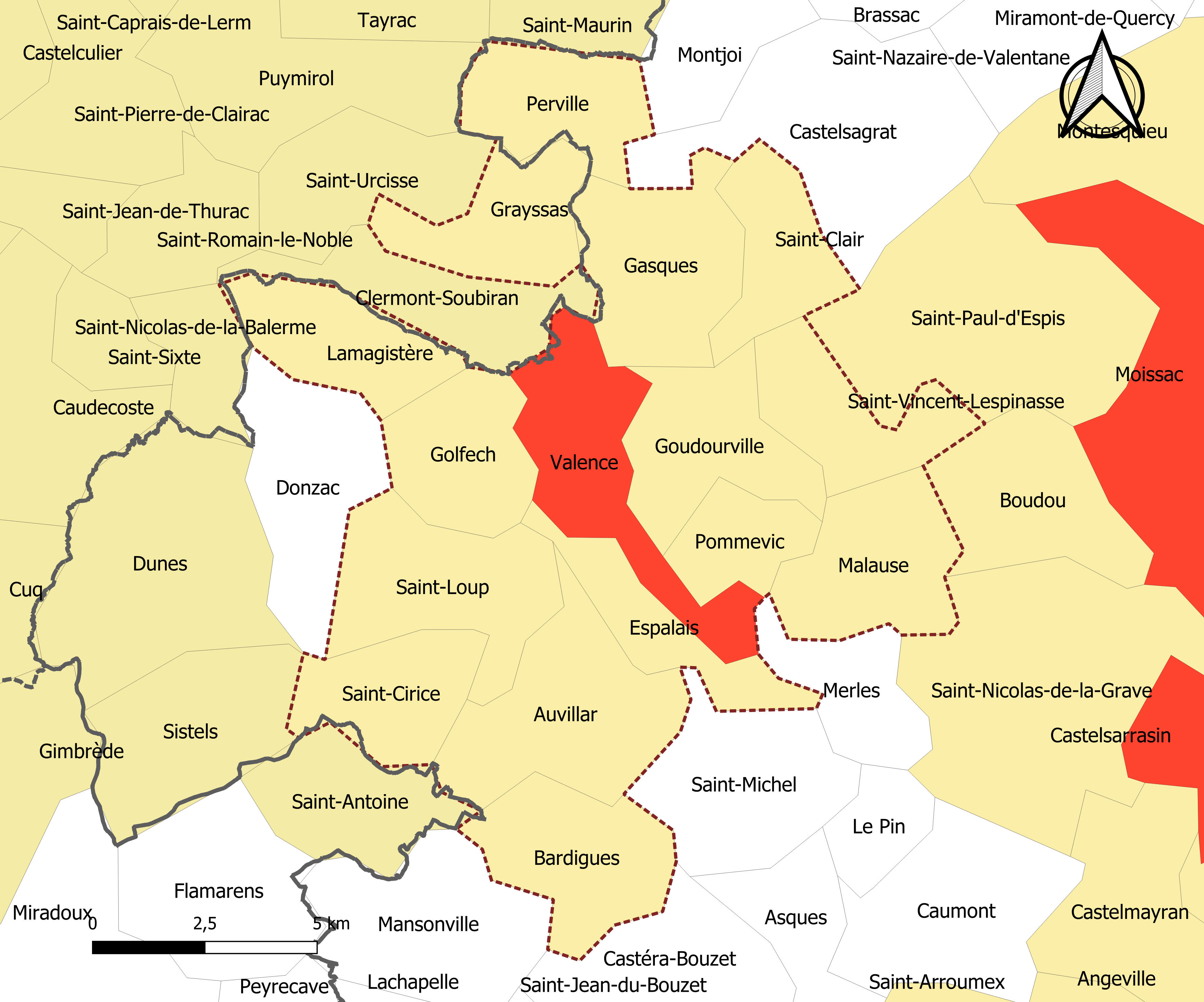
Carte de l'aire d'attraction de Valence.
Commune-centre
Commune de la couronne

### Composition communale
| Nom                      | Code Insee | Département     | Statut                 | Superficie (km2) | Population (dernière pop. légale) | Densité (hab./km2) | Modifier                                    |
| ------------------------ | ---------- | --------------- | ---------------------- | ---------------- | --------------------------------- | ------------------ | ------------------------------------------- |
| Valence (commune-centre) | 82186      | Tarn-et-Garonne | commune-centre         | 13,44            | 5 287 (2022)                      | 393                | modifier les données · modifier les données |
| Grayssas                 | 47113      | Lot-et-Garonne  | commune de la couronne | 9,37             | 147 (2022)                        | 16                 | modifier les données · modifier les données |
| Auvillar                 | 82008      | Tarn-et-Garonne | commune de la couronne | 15,60            | 909 (2022)                        | 58                 | modifier les données · modifier les données |
| Bardigues                | 82010      | Tarn-et-Garonne | commune de la couronne | 11,67            | 239 (2022)                        | 20                 | modifier les données · modifier les données |
| Espalais                 | 82054      | Tarn-et-Garonne | commune de la couronne | 7,87             | 380 (2022)                        | 48                 | modifier les données · modifier les données |
| Gasques                  | 82065      | Tarn-et-Garonne | commune de la couronne | 13,43            | 406 (2022)                        | 30                 | modifier les données · modifier les données |
| Golfech                  | 82072      | Tarn-et-Garonne | commune de la couronne | 9,72             | 1 010 (2022)                      | 104                | modifier les données · modifier les données |
| Goudourville             | 82073      | Tarn-et-Garonne | commune de la couronne | 11,27            | 970 (2022)                        | 86                 | modifier les données · modifier les données |
| Lamagistère              | 82089      | Tarn-et-Garonne | commune de la couronne | 9,10             | 1 213 (2022)                      | 133                | modifier les données · modifier les données |
| Malause                  | 82101      | Tarn-et-Garonne | commune de la couronne | 11,90            | 1 245 (2022)                      | 105                | modifier les données · modifier les données |
| Perville                 | 82138      | Tarn-et-Garonne | commune de la couronne | 9,27             | 169 (2022)                        | 18                 | modifier les données · modifier les données |
| Pommevic                 | 82141      | Tarn-et-Garonne | commune de la couronne | 5,75             | 580 (2022)                        | 101                | modifier les données · modifier les données |
| Saint-Cirice             | 82158      | Tarn-et-Garonne | commune de la couronne | 8,92             | 148 (2022)                        | 17                 | modifier les données · modifier les données |
| Saint-Clair              | 82160      | Tarn-et-Garonne | commune de la couronne | 8,35             | 258 (2022)                        | 31                 | modifier les données · modifier les données |
| Saint-Loup               | 82165      | Tarn-et-Garonne | commune de la couronne | 14,21            | 535 (2022)                        | 38                 | modifier les données · modifier les données |
| Saint-Vincent-Lespinasse | 82175      | Tarn-et-Garonne | commune de la couronne | 9,44             | 285 (2022)                        | 30                 | modifier les données · modifier les données |